# رياح بن عثمان بن حيان المري
رياح بن عثمان بن حيان المري هو أمير المدينة زمن ثورة محمد النفس الزكية على أبو جعفر المنصور.

## سيرته
- لما أراد أبو جعفر عزل محمد بن خالد بن عبد الله القسري عن المدينة المنورة ركب ذات يوم فلما خرج من بيته استقبله يزيد بن أسيد السلمي فدعاه فسايره ثم قال أما تدلني على فتى من قيس مقل أغنية وأشرفه وأمكنه من سيد اليمانية يلعب به يعني ابن القسري قال بلى قد وجدته يا أمير المؤمنين قال من هو قال رياح بن عثمان بن حيان المري قال فلا تذكرن هذا لأحد ثم انصرف فأمر بنجائب وكسوة ورحال فهيئت للمسير فلما انصرف من صلاة العتمة دعا برياح فذكر له ما بلا من غش زياد وابن القسري في ابني عبد الله بن الحسن المثنى الثائرين على أبو جعفر المنصور وولاه المدينة وأمر بالمسير من ساعته قبل أن يصل إلى منزله وأمره بالجد في طلبهما فخرج مسرعا حتى قدمها يوم الجمعة لسبع ليال بقين من شهر رمضان سنة 144هـ.

وفي قصة أخرى عن سبب تولي رياح بن عثمان للمدينة أنه لما بلغ خطر أمر محمد النفس الزكية وإبراهيم بن عبد اللّه أبناء عبد الله بن الحسن المثنى من أبي جعفر أن رياح بن عثمان المري أرسل رسولاً إلى أحد وزراء أبو جعفر المنصور يقول له قد بلغني أمر محمد وإبراهيم وإدهان الولاة في أمرهما وإن ولاني أمير المؤمنين المدينة ضمنت له أحدهما وألا أظهرهما قال فأبلغت ذلك أمير المؤمنين فكتب إليه بولايته وليس بشاهد، ولما دخل رياح بن عثمان دار مروان فصار في سقيفتها أقبل على بعض من معه فقال هذه دار مروان قالوا نعم قال هذه المحلال المظعان ونحن أول من يظعن منها.
- وفي إحدى الروايات قال حاجبه أبو البختري، قال لي رياح بن عثمان ياأبا البختري خذ بيدي ندخل على هذا الشيخ، يقصد عبد الله بن الحسن المثنى فأقبل متكئا علي حتى وقف على عبد الله بن حسن فقال أيها الشيخ إن أمير المؤمنين والله ما استعملني لرحم قريبة ولا يد سلفت إليه والله لا لعبت بي كما لعبت بزياد وابن القسري والله لأزهقن نفسك أو لتأتيني بابنيك محمد وإبراهيم قال فرفع رأسه إليه وقال نعم أما والله إنك لأزيرق قيس المذبوح فيها كما تذبح الشاة قال أبو البختري فانصرف رياح والله آخذا بيدي أجد برد يده وإن رجليه لتخطان مما كلمه قال قلت والله إن هذا ماطلع على الغيب قال إيها ويلك فوالله ما قال إلا ماسمع قال فذبح والله فيها ذبح الشاة.

- لما قدم رياح بن عثمان المدينة المنورة فدعا بالقسري فسأله عن الأموال فقال هذا كاتبي هو أعلم بذلك مني قال أسألك وتحيلني على كاتبك فأمر به فوجئت عنقه وقنع أسواطا ثم أخذ رزاما كاتب محمد بن خالد القسري ومولاه فبسط عليه العذاب وكان يضربه في كل غب خمسة عشر سوطا مغلولة يده إلى عنقه من بكرة إلى الليل يتبع به أفناء المسجد والرحبة ودس إليه في الرفع على ابن خالد فلم يجد عنده في ذلك مساغا فأخرجه عمر بن عبد الله الجذامي وكان خليفة صاحب الشرط يوما من الأيام وهو يريد ضربه وما بين قدميه إلى قرنه قرحة فقال له هذا يوم غبك فأين تحب أن نجلدك قال والله ما في بدني موضع لضرب فإن شئت فبطون كفي فأخرج كفيه فضرب في بطونهما خمسة عشر سوطا قال فجعلت رسل رياح تختلف إليه تأمره أن يرفع على ابن خالد ويخلى سبيله فأرسل إليه مر بالكف عني حتى أكتب كتابا فأمر بالكف عنه ثم ألح عليه وبعث إليه أن رح بالكتاب العشية على رؤوس الناس فادفعه إلي فلما كان العشي أرسل إليه فأتاه وعنده جماعة فقال أيها الناس إن الأمير أمرني أن أكتب كتابا وأرفع على ابن خالد وقد كتبت كتابا أتنجى به وأنا أشهدكم أن كل ما فيها باطل فأمر به رياح فضرب مائة سوط ورد إلى السجن.

- جهر رياح بشتم محمد وإبراهيم ابني عبد الله وشتم أهل المدينة المنورة قال ثم قال يوما وهو على المنبر يذكرهما الفاسقين الخالعين الحاربين قال ثم ذكر ابنة أبي عبيدة أمهما فأفحش لها فسبح الناس وأعظموا ما قال فأقبل عليهم فقال إنكم لاكلنا عن شتمهما ألصق الله بوجوهكم الذل والهوان أما والله لأكتبن إلى خليفتكم فلأعلمنه غشكم وقلة نصحكم فقال الناس لا نسمع منك يابن المحدود وبادروه بالحصى فبادر واقتحم دار مروان وأغلق عليه الباب وخرج الناس حتى صفوا وجاهه فرموه وشتموه ثم تناهوا وكفوا.

## مقتله
قتل عام 145 هـ عندما ثار محمد النفس الزكية عليه وقبض عليه بالمدينة ثم قتله.

## المرجع
- تاريخ الطبري
- البداية والنهاية